# Kind of Love
『Kind of Love』（カインド・オブ・ラブ）は、Mr.Childrenによる2枚目のオリジナルアルバム。1992年12月1日にトイズファクトリーから発売された。

## 背景とリリース
前作『EVERYTHING』から約7ヶ月ぶりのアルバムで、2ndシングル『抱きしめたい』と同時発売となっている。
初回限定盤は三方背スリーブケースに、CDトレイはスリムケース仕様の別ジャケット、大型歌詞カードが収められている。アートディレクションは信藤三雄率いるContemporary Production。
『抱きしめたい』のカップリング曲「君の事以外は何も考えられない」は未収録となった。
初のフルアルバムだが、Mr.Childrenは『EVERYTHING』を公式に1stアルバムと位置付けているため、本作は2ndアルバムとなる。
本作発売後にライブツアー『'92-93 Kind of Love Tour』を開催。Mr.Childrenにとって初のオール・ワンマン・ツアーとなった。
カップリング曲のみのベストアルバム『B-SIDE』のプロモーション用に作られた、29thシングル『しるし』のカップリング曲「ひびき」のミュージック・ビデオには本作が登場する。
小林武史のコンセプトは「少年時代にクラシックピアノの先生に習ったコード進行や旋律にアレンジすることで、人間の様々な感情を表現できて、その時に味わった宇宙感を桜井にも味わせたい」という願望があった。
前作のアルバムタイトルが「何よりも大切なもの」という意味のため、Mr.Childrenにとって大切なものは「愛」ではないかとして「Love」を発想するも、当時の彼らには少し重い言葉ということで「愛のようなもの」（色々な愛）を意味する「Kind of Love」になった。

## 録音
新宿ヒルトンホテルのスイートルーム2部屋を10日間も借し切り、シンセサイザー・Macintosh Quadraを持ち込んで当時最先端だったハードディスク・レコーディングを小林・桜井和寿の2人のみで行なった。ギターやベースはアンプを通さず直接コンピュータに繋いで録音し、ドラムのみを別途スタジオで録音した。まず桜井と小林が2人で曲の構成を練り上げ、出来上がった曲をメンバーに渡して再び部屋へ籠るのを繰り返した後、後からバンドが参加するという流れでレコーディングが行われた。そのため作詞や作曲のクレジットに小林が記されたものが多くなっている。そして鈴木英哉がボーカルを務めた曲も初めて収録された。
小林は「スタジオ並みのレコーディングが出来て、費用面でも都内のスタジオを借りるよりはるかに経済的だ」「桜井の曲ができる所を同時に見ながらやっていきたい」「長時間かけて試行錯誤できる場所」としてスタジオではなくホテルを選んだが、田原健一は「ハッキリ言って不安でした。家で待っているわけですけど、やっぱり落ち着かなくて。それに曲を聞いてみると、アマチュアの頃とは比べ物にならないレベルの高い曲ができているので、曲に追いつくのに必死でした」と語り、桜井も「バンドの関係が成り立たなくなんじゃないかと心配していたが、良い物ができていく内に不安が徐々に消えていった」と語った。小林も「あの時は多少不安でもしょうがないと思った」と振り返っている。
本作のマスタリングはボブ・ラドウィックが手掛けた。

## チャート成績
オリコンチャートでの最高順位は13位（1995年2月20日付）だったが、100位以内に159週チャートインする（1992年12月14日付〜2000年1月24日付、その期間中には11回に亘り100位圏外へと落ちている）ロングヒットとなり、発売から約3年4ヶ月後の1996年4月29日付で累計売上が100万枚を突破。オリコンにて週間チャートで一度もトップ10入りせずミリオンセラーを記録したアルバムは本作と『BAD COMMUNICATION』（B'z、最高順位12位）のみで、ミリオンセラーを記録したアルバムでは最高順位が最も低い。累計売上は118.0万枚。

## 収録内容
| 全編曲: 小林武史 & Mr.Children。 |                                         |                    |                    |       |
| #                                | タイトル                                | 作詞               | 作曲               | 時間  |
| 1.                               | 「虹の彼方へ」                          | 桜井和寿           | 桜井和寿           | 3:35  |
| 2.                               | 「All by myself」                       | 桜井和寿・小林武史 | 桜井和寿・小林武史 | 4:33  |
| 3.                               | 「BLUE」                                | 桜井和寿・小林武史 | 桜井和寿・小林武史 | 4:55  |
| 4.                               | 「抱きしめたい」                        | 桜井和寿           | 桜井和寿           | 5:26  |
| 5.                               | 「グッバイ・マイ・グルーミーデイズ」    | 桜井和寿           | 桜井和寿・小林武史 | 4:14  |
| 6.                               | 「Distance」                            | 桜井和寿           | 桜井和寿・小林武史 | 5:12  |
| 7.                               | 「車の中でかくれてキスをしよう」        | 桜井和寿           | 桜井和寿           | 5:20  |
| 8.                               | 「思春期の夏 〜君との恋が今も牧場に〜」 | 桜井和寿・小林武史 | 鈴木英哉・小林武史 | 3:39  |
| 9.                               | 「星になれたら」                        | 桜井和寿           | 桜井和寿・寺岡呼人 | 5:03  |
| 10.                              | 「ティーンエイジ・ドリーム（I〜II）」   | 桜井和寿           | 桜井和寿           | 6:08  |
| 11.                              | 「いつの日か二人で」                    | 桜井和寿           | 桜井和寿           | 4:12  |
| 合計時間:                        | 合計時間:                               | 合計時間:          | 合計時間:          | 52:17 |

## 楽曲解説
1. 虹の彼方へ
  - 『湘南爆走族9 俺とお前のGOOD LUCK!』主題歌として起用された他、2003年10月から放送されていたフジテレビ系列の旅番組『晴れたらイイねッ!』テーマソングとしても使用された。
  - 桜井は「最初は、ああいうアレンジではなくて。もっとサイケデリックな感じだったんですよ。でも歌詞を作ってる段階で、前向きな歌詞だからアレンジもそれに合わせて変えようってことになって。けっこう力強い感じの、エイトビートになりました」と語っている[2]。
2. All by myself
  - 後に3rdシングル『Replay』のカップリング曲として収録される。
  - 作詞・作曲共に小林との共作であり、桜井は「ちょっとMr.Childrenにはなかった世界だと思う。小林さんと私生活とかいろんな話をしてて。そのなかから、いわゆる "Mr.Childrenらしい" というイメージのなかで僕が出せなかった部分を引き出してもらえた気がします」と語っている[2]。
3. BLUE
  - スイートソウル風の楽曲。桜井は「今度のアルバムでは、1曲1曲歌い方を変えていきたいなと思って。で、これがいちばん苦労した歌い方だったんですよ」と語っている[2]。
  - 元々は2分30秒ほどの曲だったとのこと[2]。
4. 抱きしめたい
  - 2ndシングル表題曲。
5. グッバイ・マイ・グルーミーデイズ
  - 1stシングル『君がいた夏』カップリング曲。
6. Distance
  - 田原は「ギターのディレイの使い方が、ちょっとU2っぽい」と語っている[2]。
  - 作詞は桜井のみだが、作曲は桜井と小林の共同名義となっている。
7. 車の中でかくれてキスをしよう
  - アマチュア時代から存在する曲で、当時メンバーが共通で好きだったイギリスのバンド「フェアーグラウンド・アトラクション」の1stアルバム『ファースト・キッス』のジャケット（男女が車の中でキスをしている図）にインスパイアされ作られたという。
  - 珍しく詞の方が先に完成した[3]。
  - 桜井は「ちょっと感受性の強い子を主人公にしてみようってことで。映画の『ベティ・ブルー』みたいな女の子を登場させようかなと考えたんです。2番の歌詞をけっこう危ない感じにしたかったんだけど」「これはアコギとピアノとボーカルで、せーので録って。緊張感みたいなものは出てると思います」と語っている[2]。
  - 2015年11月28日にZepp Tokyoで開催されたRADWIMPSとの対バンライブでは、桜井・田原・RADWIMPSの編成で披露された。
8. 思春期の夏 〜君との恋が今も牧場に〜
  - Mr.Childrenの楽曲で、鈴木がボーカルを担当している2曲の内の1曲。
  - 仮タイトルは「ジェン・カントリ」。
  - 鈴木は「これは、前回から作ってた曲なんですが。今回、こういうキャラクターが入ったほうがいいってことになりまして」と語っている[2]。
  - 桜井曰く「バンジョーみたいな音を入れたりして。カントリーと打ち込みの音の微妙な混じり合いみたいな気持ちよさを出そうと」とのこと[2]。
  - 2017年に開催されたツアー『Mr.Children DOME & STADIUM TOUR 2017 Thanksgiving 25』にて約22年ぶりに披露、同時に初めて映像化された。鈴木がメインボーカルを務める楽曲が映像化されるのもこれが初となった。
9. 星になれたら
  - 仮タイトルは「JR」。
  - アマチュア時代から存在し、披露されていた曲。
  - 当時、JR東海のCMソングが売れていたことに肖って「もしJR東海のCM曲を依頼されたら?」という仮定を下に作られ、名付けられた[4]。
  - サビ部分は、TM NETWORKのブレイク前の作品「Twinkle Night」の雰囲気を意識して制作されている。
  - 後に作曲へ参加した寺岡呼人[5]が全面プロデュースしているゆずとセッションしたことがある。
  - Mr.Childrenがデビューする前年の初夏、桜井が寺岡によるセッションバンド「ヒズ・フレンズ」へ参加しツアーに帯同していた時期に作られ、桜井と寺岡の掛け合いの末に作曲された[5]。詞は寺岡の自宅から桜井が自転車で帰宅途中にふと浮かんだという[5]。
  - 後にベスト・アルバム『Mr.Children 1992-1995』へ収録されたが「抱きしめたい」より曲順が先で、1stシングル『君がいた夏』に次いで2曲目となっている。
  - ライブで本楽曲を演奏の際、本作発売以降に行われたツアーにて桜井はアコースティック・ギターを演奏していたが『Mr.Children STADIUM TOUR -Hounen Mansaku- 夏祭り1995 空[ku:]』以降のツアーでは、ハンドマイクのみで歌われている。
  - 後に1994年放送のフジテレビ系ドラマ『若者のすべて』の挿入歌になった。
  - 2014年に開催されたファンクラブ限定ツアー『Mr.Children FATHER&MOTHER 21周年ファンクラブツアー』の直前に行われた「会員が最もライブで聴きたい曲」アンケートでは28位に選ばれた[6]。
10. ティーンエイジ・ドリーム（I〜II）
  - 桜井は「これ、すっごい好きなんです。ストリングスとかオーケストラものと、4人のバンドがくっついてるようなのが前から好きだったんですよ」と語っている[2]。
  - 2部構成の仕上がりとなっており、鈴木は「1回歌が終わって、そこからエンディングのとこまでが2部です」と語っている[2]。
  - アルバムのレコーディングミックスの最後に、本曲のレコーディングが並行して行われたが、終盤のギターソロの演奏を命令された田原はびっくりしたという [7]。
  - 1994年1月には、この曲にちなみ1部をアコースティック、2部をバンドスタイルで演奏するというライブ『'94 Special Concert』が行われた。
11. いつの日にか二人で
  - 仮タイトルは「ミッシェル・ファイファー」[2]。
  - ピアノとストリングスのみで構成されている曲。
  - 桜井は「ミッシェル・ファイファーの『恋のゆくえ』っていう映画があったじゃないですか。それで、あの中に出てくるようなスタンダードなものを書いてみたいなと思って作りはじめた曲なんですよ。で、なんとなく歌っているのが、ミッシェル・ファイファーみたいなイメージだったんで、そこから仮タイトルをつけて。もしかして、あの仮タイトルに影響を受けて、年上の女の人を好きになってしまう…という詞の内容が浮かんできたのかもしれない」と語っている[2]。

## 参加ミュージシャン
- Mr.Children
  - 桜井和寿：Vocal, Guitar
  - 田原健一：Guitar
  - 中川敬輔：Bass
  - 鈴木英哉：Drums
- 小林武史：Keyboards
- 山本拓夫：Baritone, Soprano & Tenor Sax
- 村田陽一：Trombone
- 荒木敏男：Trumpet, Flugelhorn
- 小倉博和：Acoustic Guitar
- 木村昭三：Acoustic Guitar
- 鈴木祥子：Chorus
- TOMOKO：Chorus
- 桑野聖ストリングス：Strings
- 松本賢：Computer Programming
- 平沼浩司 : Mixing

## ライブ映像作品
| 曲名                                | 作品名                                                   |
| ----------------------------------- | -------------------------------------------------------- |
| 虹の彼方へ                          | wonederful world on DEC 21                               |
| 虹の彼方へ                          | Mr.Children、ヒカリノアトリエで虹の絵を描く              |
| All by myself                       | regress or progress '96-'97 DOCUMENT                     |
| 抱きしめたい                        | →「 抱きしめたい#ライブ映像作品 」を参照                 |
| 車の中でかくれてキスをしよう        | Mr.Children CONCERT TOUR POPSAURUS 2001                  |
| 車の中でかくれてキスをしよう        | Mr.Children Tour 2009 〜終末のコンフィデンスソングス〜   |
| 車の中でかくれてキスをしよう        | Mr.Children 30th Anniversary Tour 半世紀へのエントランス |
| 思春期の夏 〜君との恋が今も牧場に〜 | Mr.Children DOME & STADIUM TOUR 2017 Thanksgiving 25     |
| 星になれたら                        | Mr.Children CONCERT TOUR POPSAURUS 2001                  |
| 星になれたら                        | Mr.Children "HOME" TOUR 2007 -in the field-              |
| 星になれたら                        | Mr.Children STADIUM TOUR 2011 SENSE -in the field-       |

## カバー
- 星になれたら
  - 杏（2022年1月1日 - 、ユーキャンのCMとのタイアップ）[注 5]